# Vera Stremkovskaya
Vera Stremkovskaya (ryska: Вера Валентиновна Стремковская, Vera Valentinovna Stremkovskaja; vitryska: Вера Валянцінаўна Страмкоўская, Vera Valjantsinaŭna Stramkoŭskaja), född 21 november 1958 i Engels i Ryska SFSR (Sovjetunionen), är en ryskspråkig författare. Hon är en tidigare vitrysk advokat och människorättsaktivist. Sedan 2008 är hon bosatt i Sverige.

## Biografi

### Uppväxt
Vera Stremskovskaya föddes i ryska Engels vid Volga. Hon har dock i största delen av sitt liv bott och verkat i Minsk i Vitryssland.
Stremkovskaya studerade fram till 1980 juridik vid Vitryska statsuniversitetet. I två perioder arbetade hon på det vitryska justitiedepartementet. Efter Sovjetunionens upplösning återvände hon till studierna och avlade examen 1995 vid det självständiga Vitrysslands förvaltningsakademi.

### Arbete och aktivism
1988 inledde Stremkovskaya sitt arbete som försvarsadvokat, där hon koncenterade sig på att försvara regimkritiker. Hon arbetade bland annat mot dödsstraffet och för bättre villkor för intagna på landets fängelser.
1996 verkade hon som juridisk rådgivare åt landets regeringskansli, men hon lämnade tjänsten i protest mot president Aleksandr Lukasjenkos politik. Därefter arbetade hon som chefsadvokat för den vitryska Helsingforskommittén för mänskliga rättigheter, och 1998 valdes hon till ordförande för det icke-statliga Centret för mänskliga rättigheter i Minsk.
Hon försvarade senare tidigare vitryska parlamentsmedlemmar. Detta arbete, i kombination med att hon 1998 talade på en sammankomst om mänskliga rättigheterna i Vitryssland anordnad av International League for Human Rights, ledde till att hon 1999 hotades med att bli fråntagen sin advokatlicens. Det anlades  flera åtal mot henne, och hon hindrades vid olika tillfällen att delta i konferenser om mänskliga rättigheter. De rättsliga åtgärderna mot henne har av Amnesty International setts som politiskt motiverade.
Vera Stremkovskaya tilldelades 1999 Tysklands domarsamfunds Människorättspris, som utdelas vartannat år.  Samma år tilldelades hon även USA:s advokatsamfunds internationella människorättspris.

### Flytt till Sverige
2008 flyttade Stremkovskaya till Sverige, där hon bosatt sig i Göteborg. I Sverige har hon arbetat med olika kulturprojekt. Hon är verksam som författare och som föreläsare omkring sitt författande och rysk/vitrysk kultur.
Stremkovskaya är medlem av Sveriges Författarförbund. Hon har även varit aktiv i förbundets valberedning.

## Författarskap
Vera Stremkovskaya har skrivit ett halvdussin böcker, varav två finns i svensk översättning – novellsamlingen  Bravo – bravissimo! från 2014 och den självbiografiska romanen Advokaten från Minsk från 2017. Båda är översatta av Per-Olof Andersson. Den förstnämnda boken innehåller korta texter om livet  både i Sverige och i andra europeiska länder, sett ur en före detta sovjetmänniskas perspektiv. De texterna har tidigare publicerats på olika ryskspråkiga litterära webbplatser.
De andra böckerna är dikt- eller novellsamlingar.